# Алвин и веверице (филм)
Алвин и веверице (енгл. Alvin and the Chipmunks) је америчко пољски филм уживо/компјутерски анимирана музичка комедија из 2007. године у режији Тима Хила. Заснован на истоименим ликовима које је креирао Рос Багдасаријан старији, у филму глуме Џејсон Ли, Дејвид Крос и Камерон Ричардсон, док Џастин Лонг, Метју Греј Гублер и Џеси Макартни играју истоимене веверице.
20th Century Fox објавио је овај филм широм света 14. децембра, а продуцирали су га Fox 2000 Pictures, Film Cass Entertainment Group  и Regency Enterprises. Филм је добио углавном негативне критике од критичара. Консензус Rotten Tomatoes-а критикује хумор филма и „поновљену формула дечјег филма“. Алвин и веверице су зарадили 361 милион долара широм света уз буџет од 60 милиона долара и то је био седми филм по ДВД продаваности 2008. године.
Алвин и веверице је први уживо-акциони/анимирани филм са Алвином и веверицама од када је Мали Алвин и веверице објављен 2003. године, јер тај филм приказује луткарство коришћено за веверице, а овај филм садржи компјутерску анимацију која се користи за њих. Након филма уследила су три наставка: Алвин и веверице 2 (2009), Алвин и веверице 3: Урнебесни бродолом (2011) и Алвин и веверице: Велика авантура (2015).

## Радња
На почетку приче срећу се три веверице, Алвина, Сајмона и Теодора, који гледају како им руше дом људи из компаније која продаје јелке. Док су момци још увек били у шуми, испоручен је у предворје престижне компаније Џет Рекордс, коју води реномирани продуцент по имену Ијан Хок (Дејвид Крос) у центру Лос Анђелеса. Ијан је бивши цимер Дејва Севила (Џејсон Ли), музичара и текстописаца без среће, који никада није одустао од наде да ће изградити успешну каријеру. Када Дејв дође у Џет Рекордс да понуди Ијану своју нову песму, грубо је избачен из канцеларије. Узимајући за утеху корпу са колачићима, пролази поред јелке коју управо постављају у предворју. Након што су помирисале укусне колачиће, непримећене веверице ускачу у корпу и Дејв их несвесно односи у свој стан, где се кришом врло удобно смештају.
Док кажете „Алвинеее!”, веверице полуде, претварајући свој нови дом у хаос. Међу њиховим несташлуцима су чување кекса испод тепиха (за зиму, како веверице објашњавају) и остављање мистериозних тамних округлих предмета свуда около (Сајмон тврди да су то... суво грожђе). Шокиран оним што су момци урадили са његовим станом, Дејв је још више запањен када открије да ови глодари не само да знају да причају већ и да певају. Упркос непријатностима са новим станарима, Дејв користи прилику да комбинује своје вештине писања песама са јединственим талентом веверица. Њихова прва сарадња „The Chipmunk Song (Christmas Don't Be Late)” постала је сензација и лансирала веверице међу музичке звезде. Уживају у свему што следи: журкама на представљању албума, лимузинама, блицама, фановима и конференцијама за штампу. У исто време, Алвин, Сајмон и Теодор одлучују да играју Купида. Они очајнички покушавају да направе романтичну сцену како би помирили Дејва и његову бившу девојку Клер (Кемерон Ричардсон). Проузрокујући велику нелагоду код Дејва, показују да су бољи певачи од проводаџија.
Међутим, Дејвови проблеми су много већи од пропуштене прилике за љубав. Ијанова похлепа и Дејвове потешкоће у прихватању обавеза стварају раздор између Дејва и његових љупких пријатеља. Алвин, Сајмон и Теодор су поново кренули у свет и лепо се уклопили у Ијанов корумпирани план за глобалну савремену поп музику. Када Ијан почне да их тера до крајности, дечаци схватају право значење оданости, породице и пријатељства. Али да ли је прекасно да побегнy из Ијанових канџи и пронађу пут назад до Дејва?

## Улоге
- Џејсон Ли као Дејвид „Дејв” Севиља, непласирани текстописац и отац Алвина, Сајмона и Теодора
- Дејвид Крос као Ијан Хок, извршни директор Џет Рекордса
- Камерон Ричардсон као Клер Вилсон, Дејвова бивша девојка
- Џејн Линч као Гејл, директорка за оглашавање и Дејвов бивши шеф
- Џастин Лонг као Алвин
- Метју Греј Гублер као Сајмон
- Џеси Макартни као Теодор